# Gyilkos játékok (film, 2011)
A Gyilkos játékok (eredeti cím: Assassination Games) 2011-es amerikai akciófilm, melyet Ernie Barbarash rendezett. A főbb szerepekben Jean-Claude Van Damme és Scott Adkins látható.

## Cselekmény
|  | Alább a cselekmény részletei következnek! |

Vincent Brazil (Jean-Claude Van Damme) bérgyilkos, aki a megfelelő összegért cserébe bármilyen megbízatást elvállal. Roland Flint (Scott Adkins) szintén bérgyilkos volt, de visszavonult, miután egy drogdíler, Polo könyörtelen bosszút állt rajta, megerőszakolva és kómába juttatva Flint feleségét.
Amikor Polo megölése lesz a legújabb bérgyilkos küldetés, Brazil és Flint is elvállalja a gyilkosságot, egymástól függetlenül: Brazil kizárólag a pénzért, míg Flint a bosszúállás lehetősége miatt. Korrupt Interpol ügynökökkel és az alvilág embereivel a nyomában a két bérgyilkos kénytelen szövetségre lépni egymással, hogy együtt végezzenek Polóval, mielőtt őket ölnék meg.

## Szereplők
- Jean-Claude Van Damme – Vincent 'Vince' Brazil
- Scott Adkins – Roland Flint
- Kevin Chapman – Culley
- Ivan Kaye – Polo Yakur
- Michael Higgs – Godfrey
- Kristopher Van Varenberg – Schell
- Marija Karan – October
- Bianca Van Varenberg – Anna Flint
- Árpa Attila – Telly

## A film készítése
A Gyilkos játékok készítését The Weapon (A fegyver) címmel kezdték el, Russell Mulcahy lett volna a film rendezője. Az eredeti tervek szerint Steven Seagal alakította volna Van Damme társát a filmben, és a cselekmény is jelentősen eltért a végleges változat cselekményétől: A The Weapon című filmben Jack Conway (Steven Seagal) és Derek Chase (Jean-Claude Van Damme) a világ legjobb bérgyilkosai, de nem ismerik egymást. Míg Conway kiváló mesterlövész, Chase a késekkel bánik hasonlóan virtuóz módon. A két rivális kényszeredett szövetséget köt egymással, hogy egy drogkartell fejét likvidálják.
Miután Seagal mégsem kapott szerepet a filmben, először Vinnie Jones neve merült fel lehetséges szereplőként, majd végül Scott Adkins kapta meg a szerepet.

## Fogadtatás
A film változó kritikákat kapott, a Rotten Tomatoes weboldalon 50%-os értékelésen áll. Az IGN-en a Gyilkos játékok tízből hat pontot kapott: „Ha szükségetek van egy gyors akciódózisra, a Gyilkos játékok  képes lehet ezt megadni számotokra. Ne várjatok mesterművet és akkor többé-kevésbé elégedettek lesztek majd a filmélménnyel.”

## Fordítás
Ez a szócikk részben vagy egészben  az   Assassination Games című angol Wikipédia-szócikk fordításán alapul.  Az eredeti cikk szerkesztőit annak laptörténete sorolja fel. Ez a jelzés csupán a megfogalmazás eredetét és a szerzői jogokat jelzi, nem szolgál a cikkben szereplő információk forrásmegjelöléseként.